# Distretto di Vâlcea
Il distretto di Vâlcea (in romeno Județul Vâlcea) è uno dei 41 distretti della Romania, ubicato parte nella regione storica dell'Oltenia e parte in quella della Muntenia.

## Centri principali
| Comune                  | Abitanti |
| ----------------------- | -------- |
| Râmnicu Vâlcea          | 111 342  |
| Drăgășani               | 20 708   |
| Băbeni                  | 9 796    |
| Călimănești             | 8 814    |
| Brezoi                  | 6 990    |
| Horezu                  | 6 804    |
| Mihaești                | 6 471    |
| Berbești                | 5 738    |
| Bălcești                | 5 710    |
| Dati del 1º luglio 2007 |          |

## Struttura del distretto
Il distretto è composto da 2 municipi, 9 città e 78 comuni

### Municipi
- Râmnicu Vâlcea
- Drăgășani

### Città
- Băbeni
- Băile Govora
- Băile Olănești
- Bălcești
- Berbești

- Brezoi
- Călimănești
- Horezu
- Ocnele Mari

### Comuni
- Alunu
- Amărăști
- Bărbătești
- Berislăvești
- Boișoara
- Budești
- Bujoreni
- Bunești
- Câineni
- Cernișoara
- Copăceni
- Costești
- Crețeni
- Dăești
- Dănicei
- Diculești

- Drăgoești
- Făurești
- Fârtățești
- Frâncești
- Galicea
- Ghioroiu
- Glăvile
- Golești
- Grădiștea
- Gușoeni
- Ionești
- Laloșu
- Lăcusteni
- Lădești
- Lăpușata
- Livezi

- Lungești
- Malaia
- Mateești
- Măciuca
- Mădulari
- Măldărești
- Mihaești
- Milcoiu
- Mitrofani
- Muereasca
- Nicolae Bălcescu
- Olanu
- Orlești
- Oteșani
- Păușești
- Păușești-Măglași

- Perișani
- Pesceana
- Pietrari
- Popești
- Prundeni
- Racovița
- Roești
- Roșiile
- Runcu
- Sălătrucel
- Scundu
- Sinești
- Slătioara
- Stănești
- Stoenești

- Stoilești
- Stroești
- Sutești
- Șirineasa
- Ștefănești
- Șușani
- Tetoiu
- Titești
- Tomșani
- Vaideeni
- Valea Mare
- Vlădești
- Voicești
- Voineasa
- Zătreni